# Guillermo Lovell
Guillermo José Lovell (1918-1967) fue un boxeador argentino de peso pesado, ganador de la medalla de plata en los Juegos Olímpicos de Berlín 1936.

## Medalla de plata de 1936
Guillermo Lovell, con 18 años, ganó la medalla de plata en la categoría peso pesado en los Juegos Olímpicos de Berlín 1936. Lovell eliminó en primera ronda al dinamarqués Svend Omar Hermansen, en cuartos de final al uruguayo José Feans, por nocaut en el segundo asalto, y en semifinales al noruego Erling Nilsen, quien aparecía como favorito luego de ganar por nocaut sus dos peleas anteriores.
La final se realizó el 15 de agosto, ante el alemán Herbert Runge, quien lo venció por puntos. Pelearon un primer asalto parejo y duro, pero el momento clave se produjo en el segundo asalto, cuando Runge tiró a Lovell a la lona. En el tercer asalto el alemán administró la pelea hasta ganar la medalla de oro.

## Carrera profesional
Solo realizó dos peleas profesionales.

## Relaciones familiares
Su hermano y su sobrino fueron también boxeadores de peso completo. Alberto Lovell, su hermano, obtuvo la medalla de oro en los Juegos Olímpicos de Los Ángeles 1932 y tuvo una extensa carrera profesional en la que fue campeón argentino y sudamericano. Su sobrino Santiago Alberto Lovell, llegó a cuartos de final en Juegos Olímpicos de Tokio 1964.